# Parnassius cardinal
Espèce
Parnassius cardinal ou Apollon cardinal est une espèce d'insectes lépidoptères de la famille des Papilionidae, de la sous-famille des Parnassiinae et du genre Parnassius.

## Systématique
Parnassius cardinal a été décrit par Grumm-Gerdjimaïlo en 1887 initialement comme une sous-espèce de Parnassius delphius, Parnassius delphius cardinal.

## Nom vernaculaire
Parnassius cardinal se nomme Cardinal Apollo en anglais.

## Description
Parnassius cardinal est un papillon au corps couvert de poils marron et gris argentés, aux ailes blanches veinées de beige, suffusées de beige dans leur partie basale, et marquées de beige foncé près du bord costal des ailes antérieures et le long du bord interne des ailes postérieures. Les ailes postérieures sont ornées d'une ligne submarginale incomplète d'ocelles et de deux taches rouges dont les contours marron à noir sont confluents.

## Biologie
Parnassius cardinal vole en juin et juillet.

### Plantes hôtes
La plante hôte de sa chenille est une Corydalis, Corydalis ledebouriana.

## Écologie et distribution
Parnassius cardinal est présent au Tadjikistan et dans le Nord de l'Afghanistan.

### Biotope
Parnassius cardinal réside en haute montagne, de 3 000 m à 4 000 m.

### Protection
Pas de statut de protection particulier.